# 三輪幸助

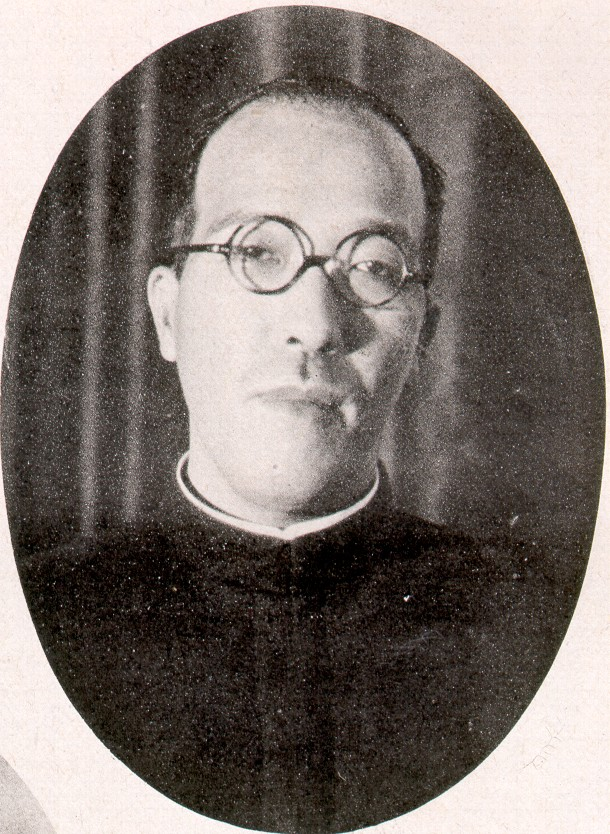
三輪幸助

三輪幸助（1895年3月1日—1968年9月），東京帝國大學法律科畢業，日本昭和初期之日本政府官員，本籍日本東京。三輪幸助於1941年5月14日接替川村直岡，於台灣擔任台北州知事，管轄今臺北市、新北市、宜蘭縣及基隆市等地的行政事務。
據傳，他曾在臺中州警務部長任上霧社事件發生後，秘令小島源治煽動賽德克族道澤群攻擊其他起事族人。